# Scotomyces
Scotomyces är ett släkte av svampar. Enligt Catalogue of Life ingår Scotomyces i familjen Ceratobasidiaceae, ordningen Cantharellales, klassen Agaricomycetes, divisionen basidiesvampar och riket svampar, men enligt Dyntaxa är tillhörigheten istället familjen Ceratobasidiaceae, ordningen Ceratobasidiales, klassen Tremellomycetes, divisionen basidiesvampar och riket svampar.
|            | Rhizoctonia                               |
|            |                                           |
|            | Ceratorhiza                               |
|            |                                           |
| Scotomyces | \| \| Scotomyces subviolaceus \| \| \| \| |
|            | \| \| Scotomyces subviolaceus \| \| \| \| |
|            | Ceratobasidium                            |
|            |                                           |
|            | Thanatephorus                             |
|            |                                           |
|            | Moniliopsis                               |
|            |                                           |
|            | Ceratoporia                               |
|            |                                           |
|            | Cejpomyces                                |
|            |                                           |
|            | Scotomyces subviolaceus                   |
|            |                                           |

|  | Scotomyces subviolaceus |
|  |                         |